# M39 (天体)
座標:  21h 31m 48s, +48° 28′ 00″
M39 (NGC 7092) ははくちょう座にある散開星団である。

## 概要
デネブの北東7.5度に位置している。星一つ一つが明るく、肉眼でぼんやりかすんで見える。双眼鏡では天の川の中に明るい星が見え、全体の形は三角形を示しているが、乱雑であるとも言える。星の数は10個ほど見える。口径10cmの望遠鏡では約25個の星が見える。多くの星が対になっている。望遠鏡で倍率をかけすぎると星が視野からはみだしてしまうため、できるだけ低倍率で見た方が良い。

## 観測史
1764年10月24日にシャルル・メシエが発見し「星雲状のものは何一つなく、1°ほどの範囲に広がっている」と記録を残している。
紀元前350年頃にアリストテレスによって彗星のような天体として発見されていたとする説がある。また、1750年頃にギヨーム・ル・ジャンティが発見したとする説もあるが、それを疑問視する説も強い。